# Ignacio Comonfort

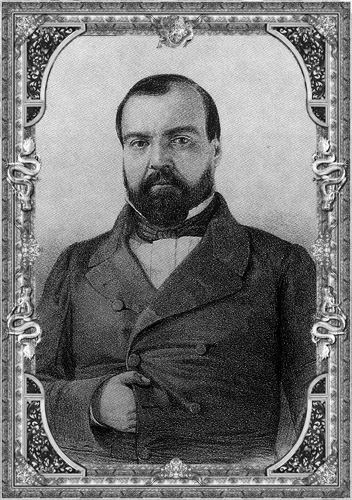
Ignacio Comonfort

Ignacio Comonfort (* 12. März 1812 in Puebla de los Ángeles, Puebla; † 3. November 1863) war ein mexikanischer Politiker und Offizier. Vom 15. September 1855 bis zum 21. Januar 1858 war er Präsident von Mexiko.

## Leben
Comonfort war der Sohn spanischer Eltern. Sein Vater Oberstleutnant Mariano Comonfort, schickte ihn auf ein Gymnasium, das von Jesuiten geleitet wurde, um ihm eine wissenschaftliche Erziehung zu ermöglichen. Da sein Vater früh verstarb, musste er die Schule verlassen. Er zog mit seiner Mutter in Stadt Matamoros, wo er seine Jugend verlebte. Als 1832  General Antonio López de Santa Anna einen Aufstand begann, trat Comonfort in die Armee ein und wurde nach wenigen Monaten zum Hauptmann der Reiterei ernannt. Er zeigte in den Gefechten des beginnenden Bürgerkrieges neben Mut und Unerschrockenheit auch militärisches Verständnis. 1833 gelang es ihm Stadt Puebla gegen General Mariano Arista zu verteidigen. Er wurde im Jahr 1835 Präfekt und Militärgouverneur von Jalapa und ließ Straßen bauen. Er wurde zum Oberstleutenant befördert, und 1842 zum Mitglied des allgemeinen Kongresses gewählt, der als konstituierende Versammlung auftrat. Comonfort nahm als Oberst am Mexikanisch-Amerikanischen Krieg teil. Er wurde Bürgermeister der Hauptstadt Meriko, dann aber Präfekt der westlichen Abteilung des Staates Merico. Er wirkte zudem als Abgeordneter auf dem in Querétaro tagenden Kongress zum Friedensabschluss mit. Er wurde von der Generalbehörde zum Zollhausdirektor in der Hafenstadt Acapulco und später wurden auch die Zollhäuser in Mazatlan und Vera Cruz unter feine Aufsicht gestellt. Nach der erneuten Revolution Santa Annas 1853 und dessen erneuter Präsidentschaft,  wurde Comonfort abgesetzt, weil man ihn für einen Verräter und Feind der Regierung hielt. Am 3. März 1854 erhielt er seinen endgültigen Abſchied und erhob sich acht Tage später gegen Santa Anna. Dieser Aufstand weitete sich auf andere Landesteile aus und führte zum Sturz Santa Annas.
Comonfort wurde 1855 Gouverneur von Jalisco und wurde nach der Abdankung Antonio López de Santa Annas zunächst kommissarischer Präfident von Mexiko. Am 1. Dezember 1857 erfolgte seine Ernennung zum konstitutionellen Präsidenten. Während seiner Amtszeit war Benito Juárez Vorsitzender des obersten Gerichts und Vizepräsident Mexikos. Comonfort gehörte dem Lager der gemäßigten Liberalen an, während Juarez zu den radikalen Liberalen zählte, die als puros (die Reinen) bezeichnet wurden.
Comonfort spielte eine wichtige Rolle im Reformkrieg. Zunächst hatten sie die demokratische Verfassung von 1857 angenommen. Doch schon bald formierte sich in allen gehobenen Bevölkerungsschichten, in der Armee und unter den Geistlichen Widerstand gegen die neue Regierung. Insbesondere die römisch-katholischen Geistlichen exkommuniziert jeden, der auf diese Verfassung schwor. Alle Militärangehörigen und Beamten waren dazu verpflichtet. Es gab erhebliche soziale Spannungen im Land. Gemeinsam mit Verbündeten veröffentlichte Präsident Comonfort den Plan de Tacubaya. Dieser Plan hatte die Zustimmung mehrerer hoher Beamter der Regierung, darunter dem obersten Richter Benito Juárez, und des katholischen Klerus. Im Wesentlichen verneinte der Plan die Gültigkeit der Verfassung. Im Gegenzug hob die Kirche für alle, die dem neuen Plan folgten, das im März 1857 erlassene Exkommunikationsdekret auf.
Am 17. Dezember 1857 übernahmen vom liberalen General Felix Maria Zuloaga geführte Kräfte die Macht in der Hauptstadt. Dies führte zu erneuten Unruhen und Zuloaga am 11. Januar 1858, dass der Plan von Tacuyaba ausgesetzt werden sollte. Zwischen den Anhängern Zuloagas, die ihn zum Präsidenten machen wollten, und Comonfort treu ergebene Kräften begann ein blutiger Krieg, der drei Jahre dauerte und schließlich zur Errichtung einer von Frankreich unterstützten Monarchie in Form von Maximilian von Habsburg führte, der jedoch 1867 auf Anordnung des Präsidenten Juárez standrechtlich erschossen wurde.
Nach seiner Absetzung suchte Comonfort Asyl in den Vereinigten Staaten und erhielt 1862 nach seiner Rückkehr von Juarez eine Stellung als militärischer Befehlshaber. Als General kämpfte er gegen die französische Invasion und starb ein Jahr später, als er von Banditen überfallen wurde.